# Oficina Postal de los Estados Unidos–Cooper Station
La Oficina Postal de los Estados Unidos–Cooper Station  es una Oficina Postal histórica ubicada en East Village, Nueva York. La United States Post Office–Cooper Station se encuentra inscrita  en el Registro Nacional de Lugares Históricos desde el 11 de mayo de 1989.  

## Ubicación
La United States Post Office–Cooper Station se encuentra dentro del condado de Nueva York en las coordenadas 40°43′55″N 73°59′24″O / 40.731944, -73.99.